# .gu
A .gu Guam internetes legfelső szintű tartomány kódja, melyet 1994-ben hoztak létre. Ingyen lehet címet regisztráltatni, de csak a harmadik szintre, és csak helyi kötődésű személyek és szervezetek tehetik ezt meg. Ritkán használt végződés.